# مرتضی اسدی (نقاش)
مرتضی اسدی (زادهٔ ۱۳۳۶ خورشیدی در تهران) نقاش معاصر ایرانی است.
مرتضی اسدی در سال ۱۳۳۶ تهران متولد شد.
تحصیل در مقطع دکترای تاریخ هنر و باستان‌شناسی اسلامی، دانشگاه سوربن فرانسه پاریس۴. نیمه تمام
دکترای پژوهش هنر از دانشگاه شاهد، فوق لیسانس تصویرسازی و لیسانس نقاشی از دانشگاه تهران و فارغ‌التحصیل رشته نقاشی از هنرستان هنرهای زیبای پسران است.
او همچنین تدریس در دانشگاه‌های دانشکدهٔ هنر دانشگاه شاهد، دانشگاه آزاد اسلامی، دانشکده معماری دانشگاه یزد، آموزش عالی سوره و عضویت گروه نقاشی مرکز هنرهای تجسمی را در کارنامهٔ فعالیت هنری خود دارد.
تألیفات بسیاری از اسدی در نشریات به چاپ رسیده‌اند و شرکت در چندین نمایشگاه داخلی و خارجی از دیگر فعالیت‌های اوست.
او برندهٔ جایزهٔ اول نمایشگاه گل و طبیعت، برگزیدهٔ دومین دوسالانهٔ نقاشان ایران، برگزیدهٔ جایزهٔ ویژهٔ چهارمین دوسالانهٔ نقاشی ایران، جایزهٔ سوم طراحی تمبر پستی به مناسبت چهل‌وپنجمین سالگرد اعلان جهانی حقوق بشر، توکیو شده‌است.
مرتضی اسدی از هنرمندان عرصهٔ جنگ موسوم به دفاع مقدس نیز به‌شمار می‌رود.
این هنرمند بر این باور است که «گفتن واقعیت در عالم هنر، یک وظیفه‌است. اگر کاسبکارانه به این موضوع نگاه نکنیم، شاید گاهی گفتن آن به ضرر ما باشد اما به نفع جمعی است که صاحب حق هستند. ما نسبت به جامعه تعهداتی داریم که باید به آن عمل کنیم. اگر بخواهیم شعار دهیم و عمل نکنیم، رسوا خواهیم شد. من نیز تلاش می‌کنم که رسوا نشوم. باید توجه داشته باشیم اثری که بتواند هنرمند را به حرکت وادارد، قطعاً بر دیگران نیز تأثیر خواهد گذاشت و اگر غیر از این باشد نشانه ضعف اثر است.»

## پی‌نوشت
1. 1 2 3 4 5 6 7  زندگینامه: مرتضی اسدی (۱۳۳۶-)..